# James E. Webb
James Edwin Webb (Tally Ho, 7 ottobre 1906 – Washington, 27 marzo 1992) è stato un funzionario statunitense.
È stato il secondo amministratore della NASA dal febbraio 1961 all'ottobre 1968.

## Biografia
Nato a Tally Ho, nella Carolina del Nord, frequentò la Università della Carolina del Nord a Chapel Hill, dove si laureò in Scienze pedagogiche nel 1928. Tra il 1932 e il 1934 fu secondo luogotenente nel Corpo dei Marines. Studiò poi diritto alla George Washington University, ottenendo una laurea in legge. Si sposò con Patsy Aiken Douglas, dalla quale ebbe due figli.
Nel 1961 il presidente John Kennedy lo chiamò a dirigere la NASA per portare avanti il progetto di portare uomini sulla Luna entro la fine del decennio 1960-1970. Fu tra l'altro il principale proponente e artefice della creazione del centro di controllo delle missioni spaziali Lyndon B. Johnson Space Center di Houston. Lasciò la NASA il 7 ottobre 1968, poco prima della missione dell'Apollo 8, che avrebbe portato i primi uomini in orbita attorno alla Luna.

## Omaggi
Il telescopio spaziale James Webb è intitolato a sua memoria.